# Tatenectes laramiensis
Il tatenecte (Tatenectes laramiensis) è un rettile marino estinto, appartenente ai plesiosauri. Visse all'inizio del Giurassico superiore (Oxfordiano, circa 160 milioni di anni fa) e i suoi resti fossili sono stati ritrovati in Nordamerica (Wyoming). Possedeva un insolito corpo piatto.

## Descrizione
Questo rettile, come tutti i plesiosauri, possedeva un collo lungo, una testa piccola dotata di denti acuminati e di quattro arti trasformati in strutture simili a pinne. I fossili includono alcuni scheletri quasi completi, comprendenti gran parte della colonna vertebrale, parti del cranio, delle zampe e dei cinti scapolare e pelvico. 
Le costole ventrali (gastralia) sono notevolmente specializzate e differenti da quelle degli altri plesiosauri: essere erano infatti sproporzionatamente robuste in relazione alle costole e alle vertebre dell'esemplare e agli elementi analoghi di altre specie. Queste costole ventrali possedevano una condizione nota come pachiostosi, tipica di numerosi vertebrati marini, che permette all'animale di muoversi facilmente nell'ambiente acquatico. Il cinto pettorale di Tatenectes assomigliava notevolmente a quello di un altro plesiosauro del Giurassico, Picrocleidus dell'Inghilterra, ma era ancora più corto e compatto. Anche le vertebre cervicali erano più compresse rispetto a quelle delle forme simili, mentre l'omero non era particolarmente robusto e assomigliava a quello di Tricleidus, un altro plesiosauro del Giurassico inglese. 

Ricostruzione della regione del torso di Tatenctes laramiensis in sezione

I resti di Tatenectes permettono di ricostruire un plesiosauro con un insolito corpo estremamente appiattito, dal baricentro basso e con una massa scheletrica stranamente concentrata nella regione del ventre. La lunghezza intera dell'animale non doveva superare i tre metri.

## Classificazione
I resti di questo plesiosauro aberrante ritrovati per la prima volta nel corso degli anni '90 nella formazione Sundance del Wyoming (risalente all'Oxfordiano), e attribuiti a un plesiosauro simile a Tricleidus. Solo successivamente (2003) vennero eseguiti studi più precisi e i resti furono attribuiti a un nuovo genere, Tatenectes, che venne considerato un membro della famiglia dei criptoclididi, tipica del Giurassico medio e superiore. Successive analisi hanno permesso di notare come il cranio di questo animale fosse simile a quello di Kimmerosaurus, un altro plesiosauro inglese attribuito ai criptoclididi (Benson e Druckenmiller, 2013).

Ricostruzione della regione pelvica di Tatenectes laramiensis

## Paleobiologia
La struttura insolita dello scheletro di Tatenectes indica che questo animale possedeva un corpo compresso in senso dorsoventrale; il centro di gravità basso (indicato dalle costole ventrali pachiostotiche) suggerisce che Tatenectes non fosse un nuotatore di mare aperto, ma che abitasse le acque basse di regioni costiere. Le peculiari caratteristiche di Tatenectes potrebbero essere stati adattamenti a una stabilità nel nuoto presso la superficie, e forse permettevano accesso ad ambienti lagunari preclusi ad altri plesiosauri. 

Dimensioni di Tatenectes laramiensis

È stato anche speculato che la pelle dell'animale fosse mimetica, e che le costole pesanti e il corpo compresso permettessera all'animale di rimanere disteso sui fondali marini, come fa oggi lo squalo tappeto o il pesce pietra. Rimanendo immobile e nascosto, è plausibile che il plesiosauro tendesse agguati a pesci e piccoli rettili marini che gli passavano vicino, e che l'aspirazione di acqua all'interno del lungo collo dell'animale potesse creare un piccolo mulinello, risucchiando la preda nella bocca del predatore.